# کارنیز پوینت (حوزه سرشماری)، نیوجرسی
کارنیز پوینت (به انگلیسی: Carneys Point) یک منطقهٔ مسکونی در ایالات متحده آمریکا است که در کرنیس پوینت، نیوجرسی واقع شده‌است. کارنیز پوینت ۲۲٫۷۱۵ کیلومتر مربع مساحت و ۷٬۳۸۲ نفر جمعیت دارد و ۳ متر بالاتر از سطح دریا واقع شده‌است.